# WISE 1828+2650
WISE 1828-2650 är en möjlig dubbelstjärna belägen i den södra delen av stjärnbilden Lyran. Den har en skenbar magnitud av ca 23,57 (J) och kräver ett teleskop med kamera för att kunna observeras. Baserat på uppskattad parallax på ca 100,3 mas, beräknas den befinna sig på ett avstånd på ca 32,5 ljusår (10 parsek) från solen. 

## Observation
WISE 1828+2650 upptäcktes 2011 genom data som samlats in av NASA:s 16-tums rymdteleskop för Wide-field Infrared Survey Explorer (WISE) vid infraröd våglängd. WISE 1828+2650 har två upptäcktsdokument: Kirkpatrick et al. (2011) och Cushing et al. (2011), dock med i princip samma författare och publicerad nästan samtidigt. Cushing et al. presenterade upptäckten av sju bruna dvärgar – en av T9.5-typ och sex av Y-typ – första stjärnorna av spektralklass Y, som någonsin upptäckts och spektroskopiskt bekräftats, inklusive "arketypiska medlemmen" av spektralklass Y – WISE 1828+2650. Dessa sju objekt är också de svagaste sju av 98 bruna dvärgar, presenterade i Kirkpatrick et al. (2011).

## Egenskaper
Fram till upptäckten 2014 av WISE 0855−0714 ansågs WISE 1828+2650 vara den kallaste för närvarande kända bruna dvärgen eller det första exemplet på frisvävande planet (det är för närvarande inte känt om den är en brun dvärg eller en frisvävande planet). Den har en temperatur i intervallet 250–400 K (−23–127 °C)   och uppskattades initialt under 300 K, (cirka 27 °C). Den har tilldelats den senaste kända spektralklassen (>Y2, initialt uppskattad som >Y0).
Massan av WISE 1828+2650 ligger i intervallet 0,5–20 jupitermassor för åldrarna 0,1–10 Gyr.
Hög tangentiell hastighet för WISE 1828+2650, karakteristisk för populationen i gammal disk, anger en möjlig ålder av WISE 1828+2650 i intervallet 2–4 miljarder år, vilket leder till massuppskattning av cirka 3–6 jupitermassor. Detta kan tyda på att WISE 1828+2650 mer sannolikt är en frisvävande planet, inte en brun dvärg, eftersom den ligger under den nedre massagränsen för bruna dvärgar (ca 13 jupitermassor).
WISE 1828+2650 liknar till utseendet det andra Y-objektet WD 0806-661 B. WD 0806-661 B kan ha bildats som en planet nära sin primära planet, WD 0806-661 A, och senare, när den primära blev en vit dvärg och förlorade större delen av sin massa, ha migrerat in i en större omloppsbana på 2 500 AE, och likhet mellan WD 0806-661 B och WISE 1828+2650 kan tyda på att WISE 1828+2650 har bildats på samma sätt.

### Möjlig binaritet
Jämförelse mellan WISE 1828+2650 och WD 0806-661 B kan antyda att WISE 1828+2650 är ett system av två objekt med lika massa. Observationer med Hubble Space Telescope (HST) och Keck-II LGS - AO-systemet hade inte avslöjat binaritet, vilket betyder att om någon sådan följeslagare existerar skulle den ha en omloppsbana som är mindre än 0,5 AE, och inga direkta bevis för binaritet existerar ännu. Systemets spektrum passar dock bäst till ett par bruna dvärgar, var och en med en effektiv temperatur på cirka 325 K och en massa på cirka 5 jupigtermassor.
Avbildningsobservationer med JWST NIRCam hittade inte någon följeslagare vid en separation större än 0,5 astronomiska enheter. NIRSpec lågupplösta prismaobservationer kan inte förklaras med existerande Sonora Bobcat-modeller av planetariska objekt, varken enkla eller multipla. Den binära modellen misslyckas också med att ge en förbättrad passform för befintliga fotometriska data.

### Jämförelse

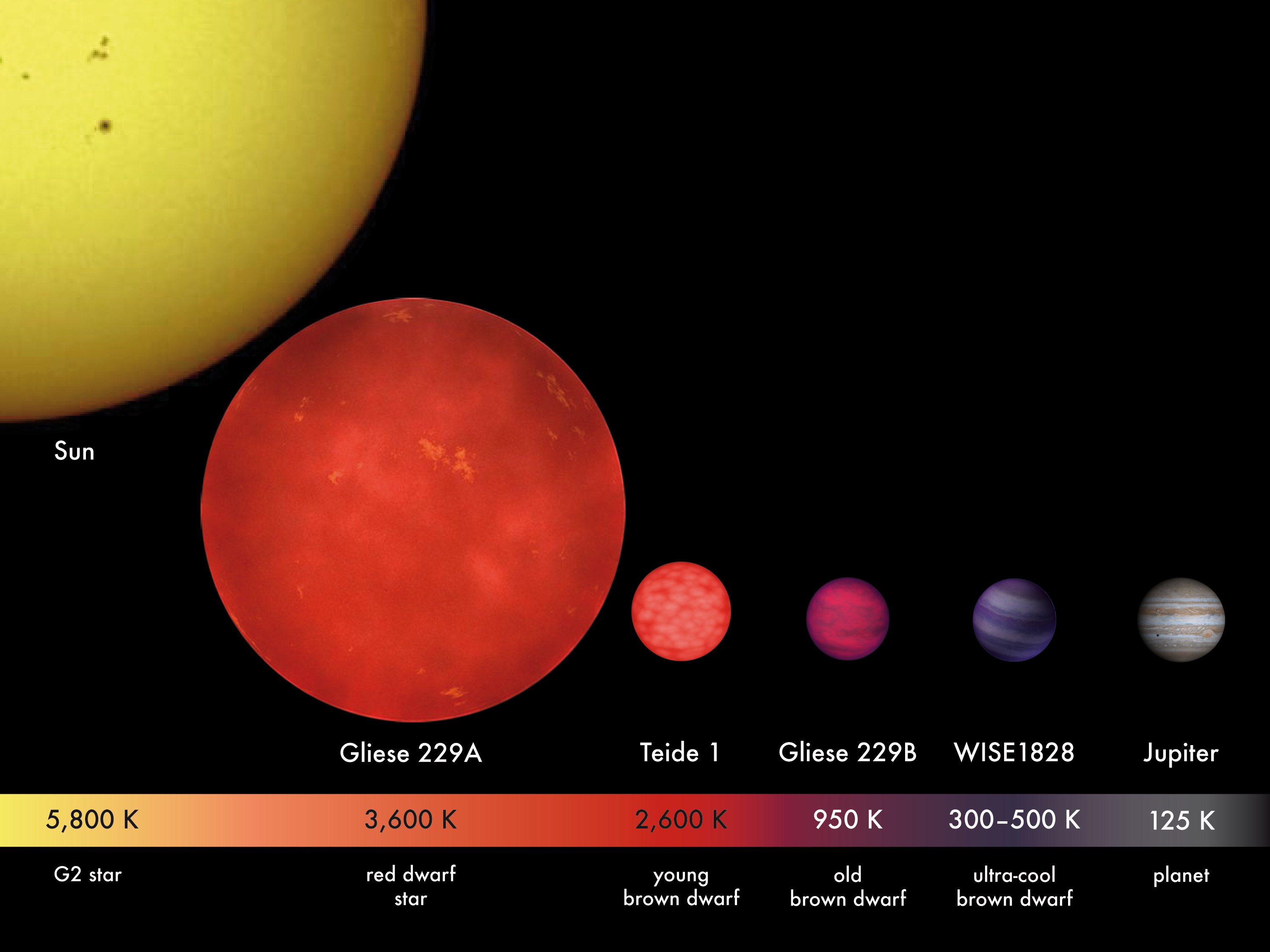
Bruna dvärgar Teide 1, Gliese 229B, and WISE 1828+2650 jämförda med röd dvärg Gliese 229A, Jupiter och solen